# 谢葆真
谢葆真（1913年5月29日—1947年2月8日），原名謝寶珍，陕西西安人，楊虎城之妻。

## 生平
谢葆真父亲曾是教书先生，后因家境贫困，就去一家杂货店里作店员兼管账目。谢葆真母亲姓鲁。谢葆真兄弟姐妹五人，全家的生活靠父亲一人，由於難以维持，谢葆真大哥谢庭荣过继给三叔谢赢初。
谢葆真於1923年秋入西安女子模范小学上学，后因家贫輟學。1925年，谢葆真的父亲病故。谢葆真母亲带着子女到长安县曲江池亲戒家生活。1926年3月，刘镇华率兵围攻西安，谢葆真和方鉴昭、彭淑贞等一起组织了歌咏队、演出队慰问守城将士，动员群众捐粮捐钱支援守軍。1927年2月，中共陕西地下党组织以中國国民党西北政治分会的名义在西安创办了中山学院，谢葆真进入中山学院妇女运动班學習。同时谢葆真参加冯玉祥領導的国民革命军第二集团军总司令政治部直辖的前线工作团，该团团长是宣侠父。谢葆真在前线工作团工作时加入了中國共產黨。
当时杨虎城擔任国民联军第十军军长，中國共产党员魏野畴是该军政治處处长。1927年夏，魏野畴将谢葆真等人调到10军政治处下属的宣传队任队长。同年10月谢葆真又被派至该军驻地安徽省太和县开展妇女工作，出任太和县妇女联合会主任委员。1928年，谢葆真由吴岱峰介绍并经中国共产党党组织批准与杨虎城结婚。1936年任西北各界妇女救国联合委员会会长。
1937年5月，杨虎城交出军权，赴欧美考察。谢葆真携7岁的儿子楊拯中随行。中國抗日戰爭全面爆发后，杨虎城與谢葆真于同年11月底回香港，下飞机後杨虎城被監視，之後楊虎城來到南昌後又被扣押。谢葆真則回到西安，得知楊虎城被扣押，决定前去救援。12月4日，谢葆真與楊拯中、阎继明、张醒民一起飞抵汉口，随后到达江西南昌，結果被戴笠逮捕入獄。之後谢葆真與楊虎城一同先後被關押在湖南益陽桃花园、贵州息烽玄天洞、重庆中美合作所杨家山等监狱。後來谢葆真與杨虎城分開關押。1946年11月底，谢葆真在重庆中美合作所杨家山监狱开始绝食，继而又吞金，经抢救脱险後繼續绝食。1947年2月8日，谢葆真在重庆杨家山中美合作所狱中被醫生注射藥水後死亡。中國大陸方面的出版物以及楊虎城的女兒楊拯英指控中國國民黨方面蓄意殺死谢葆真。一說谢葆真最終精神失常，生病而死。
谢葆真死後被火化。骨灰盒被楊虎城收藏。1949年9月6日，杨虎城于重庆中美合作所戴公祠被處決。1949年12月，谢葆真的骨灰盒和杨虎城的遗体一起被发现。後來谢葆真的骨灰安葬于西安韦曲杜公祠西侧。